# Francisco Staffa
Francisco "Pancho" Staffa (Buenos Aires, Argentina; 1889 - Idem; 1 de noviembre de 1951) fue un actor, director, compositor y autor teatral argentino. Su compañía radiofónica fue una las más populares en los 30 y 40.

## Carrera
Gaucho apócrifo de melena rubia enrulada fue un inolvidable director de un conjunto criollo Calandrias y Zorzales estrenaba obras de índole gauchesca La toldería de los muertos en 1938 escrita junto a Silverio Manco. En 1950 con su compañía teatral llamada "Gran compañía gaucha Pancho Staffa", estrenó en el Teatro Variedades obras como Y...lo llamaban Moreira, dramática novela de los autores Leonardo Torres Lamas y Aurora de la Sierra y La cruz del sacrificio de Omar Alladio.
En el ambiente del radioteatro fue, junto a  Luis Pozzo Ardizzi y Rafael García Ibáñez, uno de los autores y libretistas más recurridos en la década de 1930 en adelante. Muchas de sus creaciones se vieron reflejadas en la emisora Radio del Pueblo y luego a Radio Mitre, Radio Belgrano y Radio Argentina. Por su conjunto pasaron estrellas del momento como Mecha Caus, Carmen Valdés y Olga Casares Pearson.
Fue un referente de la radiofonía argentina ya sea en su labor como libretistas como la de director. Otros fueron Francisco Mastrandea, Yaya Suárez Corvo, María del Carmen Martínez Payva, González Pullido, Atiliano Ortega Sanz, Arsenio Mármol, Héctor Bates, Juan Carlos Chiappe, entre muchos otros.
Estuvo asociado por varias décadas a SADAIC. Junto con el autor José Rial compuso las zambas Un fantasma en la mazorca y Quién fue mi mamá, la canción Libertad [b], el vals Como se quiere a una madre y la polca Con ninguno de los dos, todo en el año 1938.
Falleció el 1 de noviembre de 1951.

## Teatro
- La cruz del sacrificio (1950)
- Y...lo llamaban Moreira (1950)
- Calandrias y Zorzales (1940)
- La toldería de los muertos (1938)

## Composiciones
- Un fantasma en la mazorca
- Quién fue mi mamá
- Libertad
- Como se quiere a una madre
- Con ninguno de los dos